# John Conness
John Conness (ur. 22 września 1821 w Galway, zm. 10 stycznia 1909 w Jamaica Plain) – amerykański polityk, członek Partii Republikańskiej.

## Działalność polityczna
Od 1853 do 1854 i od 1860 do 1861 zasiadał w Zgromadzeniu Stanowym Kalifornii. W okresie od 4 marca 1863 do 3 marca 1869 był senatorem Stanów Zjednoczonych z Kalifornii (1. Klasa).